# Овчиннікова Ангеліна Олександрівна
Ангеліна Олександрівна Овчиннікова (9 грудня 2003) —багаторазова чемпіонка України, українська плавчиня-синхроністка, дворазова чемпіонка світу,багаторазова чемпіонка Европи.

## З життєпису
Представляє команду Харківської області.
У 2019 році виступила на Світовій серії з артистичного плавання у Китаї, де їй вдалося стати бронзовою призеркою в довільній програмі груп, а також срібною призеркою в довільній програмі комбінації.
У 2022 році дебютувала на дорослому чемпіонаті світу, де стала чемпіонкою світу в довільній програмі комбінації та гайлайті. Спортсменка також увійшла до складу груп, але у технічній програмі українська команда не вийшла на старт, а у довільній програмі виграла срібну медаль.

## Державні нагороди
- Медаль «За працю і звитягу» (7 вересня 2023) — За досягнення високих спортивних результатів на III Європейських іграх у м.Кракові (Республіка Польща), виявлені самовідданість та волю до перемоги, піднесення міжнародного авторитету України.[1]